# Мясищев, Игорь Дмитриевич
Игорь Дмитриеви Мясищев (род. 26 марта 1997, Москва) — российский хоккеист, защитник.

## Биография
Начинал играть в школе московского «Динамо», в 2012 году перешёл в ЦСКА. С сезона 2014/15 стал играть в команде МХЛ «Красная армия». Со следующего сезона также начал выступать в ВХЛ за чеховскую «Звезду», в январе провёл три матча за ЦСКА в КХЛ. В сезонах 2018/19 — 2019/20 играл только за «Звезду» Москва. В мае 2020 года перешёл в «Салават Юлаев». Отыграл три сезона в ВХЛ в составе нефтекамского «Тороса», провёл 10 матчей в КХЛ. С сезона 2023/24 — игрок команды ВХЛ «АКМ».